# CADASIL
Per sindrome  CADASIL  (acronimo derivante dai termini in inglese "cerebral autosomal dominant arteriopathy with subcortical infarcts and leukoencephalopathy", in italiano "arteriopatia cerebrale autosomica dominante con infarti sottocorticali e leucoencefalopatia"), chiamata anche demenza-infarto cerebrale multiplo ereditario o demenza ereditaria con infarti cerebrali multipli, si intende una malattia di carattere autosomico dominante dei piccoli vasi caratterizzata da ripetuti infarti cerebrali profondi.

## Sintomatologia e decorso
La sindrome CADASIL esordisce fra i 35 e i 55 anni di età. Fra i sintomi e i segni clinici si riscontra inizialmente emicrania con aura e i tipici sintomi del mal di testa (dolore da cefalea, vomito, nausea, fotofobia, ecc.), causata da attacchi ischemici transitori o periodici ictus di modesta entità (che si aggravano col tempo) nella zona subcorticale; il soggetto sviluppa problemi di vista e disordini del comportamento fino ad apparenti patologie psichiatriche che possono essere confuse con psicosi, schizofrenia, disturbo bipolare, disturbo depressivo.
La malattia, in seguito ai continui ictus ed emorragie cerebrali, giunge in fase acuta e progredisce quindi con demenza di tipo vascolare e subcorticale progressiva, associata a paralisi pseudobulbare, incontinenza urinaria, episodi frequenti di stato confusionale, declino cognitivo, atassia, disturbi muscolari e sensitivi di tipo neurologico, arrivando - in certi casi di lunga sopravvivenza - all'apatia, alla paraplegia e alla totale catatonia. La morte avviene per possibili diverse cause: ictus, paralisi avanzata, disturbi circolatori e respiratori, o infezioni sopraggiunte. La sopravvivenza dalla diagnosi va da pochi anni a più di vent'anni; la sopravvivenza delle femmine è più lunga dei maschi.

## Eziologia
Dovuto ad un difetto a livello genetico, il cui gene, il NOTCH3 è mappato nel cromosoma 19.

## Esami
Per una corretta diagnosi si utilizza una biopsia della pelle ed esami genetici.
Oggi non è più necessaria una biopsia. Basta un esame del sangue approfondito.

## Diagnosi differenziale
Una volta veniva confusa per la malattia di Binswanger, la cui differenza principale è la mancanza di associazione a malattie cardiovascolari.

## Terapia
Non esiste un trattamento specifico. Per rallentare la malattia vengono oggi utilizzati farmaci che hanno la proprietà di prevenire trombi, ictus e infarti, come l'acido acetilsalicilico (aspirina), il clopidogrel e il dipiridamolo, ma la patologia resta incurabile.

## Storia
Secondo alcuni studi, la CADASIL fu la causa dei disturbi, della malattia e della morte del musicista Felix Mendelssohn (anche sua sorella, i genitori e il nonno morirono per ripetuti ictus), e del filosofo Friedrich Nietzsche (così come del padre e del nonno di questi).